# 中華保釣協會
中華保釣協會是成立于2008年的臺灣民間保釣組織。協會于2008年11月9日在台北县永和市（今新北市永和区）成立。宗旨是加强海峡两岸间保钓协作，努力提高台湾社会钓鱼台主权意识。主張釣魚台列嶼為中華民國領土，與中國大陸聯合，反對日本侵佔；力爭和平解決釣魚台爭議；同時力爭每年登上釣魚台一次宣示主權。理事长是蘇銀華，執行長是謝夢麟。

## 大事記
- 2008年11月9日，中华保钓协会成立。
- 2012年，全家福號事件。
- 2020年6月9日，釣魚台教育協會、台灣釣魚台光復會、中華保釣協會共同發起，十多個團體聚集於日本台灣交流協會臺北事務所前，抗議日本沖繩縣石垣市意圖更改釣魚台列嶼之名稱；日本台灣交流協會未派員出面回應，也未收下抗議書。總指揮詹澈表示，這是台灣漁民首次到日本台灣交流協會臺北事務所前為漁權與主權發聲[1][2]。

## 外部連結
- 中華保釣協會（页面存档备份，存于）
- 专访中华保钓协会秘书长黄锡麟（页面存档备份，存于）

1. ↑  張智琦. . 苦勞網. 2020-06-09  [2020-06-10]. （原始内容存档于2020-06-10）.
2. ↑  釣魚台教育協會、臺灣釣魚臺光復會、中華保釣協會. . 苦勞網. 2020-06-10  [2020-06-10]. （原始内容存档于2020-06-10）.